# خرائط النجوم (فلم 2014)
خرائط النجوم (بالإنجليزية: Maps to the Stars) هو فيلم دراما يتم إنتاجه في كندا والولايات المتحدة وسيصدر يوم 21 مايو 2014. الفيلم من إخراج ديفد كروننبرغ.

## بطولة
- جوليان مور
- ميا واسيكوسكا
- جون كيوزاك
- روبرت باتينسون
- أوليفيا ويليامز

## القصة
يرصد الفيلم حياة عائلة طبيب نفسي يُدعى ستافورد ويز (جون كيوزاك)، وقد جمع ثروته الطائلة بنفسه؛ فهو رجل عصامي. كريستينا (أوليفيا وليامز) زوجة ستافورد تدير مهنة ابنهما بينجي (إيفان بيرد) البالغ من العمر 13 عامًا؛ حيث إنه نجم صاعد، وعلى الرغم من ذلك، فإن العائلة مليئة بالمشاكل؛ فبينجي دخل برنامج إعادة تأهيل مدمني المخدرات، وهو لم يتعد تسعة أعوام وخرج لتوه منه. أما ابنتهما الأخرى أجاثا (ميا فاشيكوفسكا) فقد خرجت لتوها أيضًا من مصحة بسبب إصابتها بهوس الحرائق.

## الممثلون والشخصيات
- جوليان مور (بدور: هافانا سيجراند)
- ميا واسيكوسكا (بدور: اجاثا فايس)
- جون كيوزاك (بدور: الدكتور ستافورد فايس)
- روبرت باتينسون (بدور: جيروم فونتانا)
- أوليفيا ويليامز (بدور: كريستينا فايس)
- سارا جادون (بدور: كلاريس تاغارت)
- ايفان بيرد (بدور: بنجي فايس)

## الميزانية والإيرادات
بلغت تكلفة إنتاج الفيلم حوالي 13 مليون دولار.

## وصلات خارجية
- مقالات تستعمل روابط فنية بلا صلة مع ويكي بيانات

لا توجد روابط لمواقع التواصل الاجتماعي.